# Vicente
Vicente Rodríguez Guillén, meglio noto solo come Vicente (Valencia, 16 luglio 1981), è un ex calciatore spagnolo, di ruolo centrocampista.

## Caratteristiche tecniche
Esterno sinistro talentuoso che poteva essere impiegato anche come ala, a metà degli anni 2000 veniva considerato uno dei migliori esterni in Europa. All'apice della carriera era dotato di una spiccata velocità, un ottimo dribbling, buona resistenza e abilità nei passaggi. Nel 2004 viene descritto da Luisito Suárez come «un giocatore che riesce a fare la differenza».

## Carriera

### Club

#### Levante
Iniziò la sua carriera professionistica nella seconda squadra di Valencia, il Levante U.D., che militava nella seconda divisione spagnola (Segunda Division). Debuttò per il club il 23 novembre 1997, contro il Leganés. In seguito, avvicinato a Real Madrid e Arsenal, firmò invece per il Valencia.

#### Valencia
Dopo due stagioni in forze al Levante, passa al Valencia nell'estate del 2000. Nonostante la presenza di Kily González nel suo stesso ruolo, riesce a segnare 5 reti in 33 partite di campionato e 13 presenze in UEFA Champions League. Con l'arrivo di Rafael Benítez sulla panchina del Valencia, riesce ad ottenere buone prestazioni conquistando il titolo, con 1 gol in 31 presenze.
Nella stagione 2002-2003 segna un solo gol (nel vittoria casalinga per 3-0 contro il Recreativo Huelva) in 28 apparizioni. Nella stagione 2003-2004 vince il secondo titolo nazionale e la Coppa UEFA da protagonista. In questa stagione colleziona 42 presenze e 16 gol tra campionato, coppa nazionale e competizione europea. Nell'estate 2004 la sua clausola rescissoria è fissata a € 60 milioni.
Nella stagione 2004-2005 si infortuna alla caviglia e resta per molto tempo lontano dal campo. In tutto il campionato arriva a collezionare 12 presenze e 3 reti. La stagione 2005-2006 fu macchiata da un nuovo infortunio alla caviglia che gli permise di giocare solo 21 partite: avendo subito l'infortunio nel gennaio 2005 è costretto a saltare gli incontri per i due mesi seguenti. Stagione ancora interrotta, nel 2006-2007, da un infortunio rimediato nella gara di Champions contro il Chelsea.
Al suo ritorno al calcio giocato segna il gol dell'1-0 contro l'Elfsborg, nel terzo turno di qualificazione alla Champions. Ma un altro infortunio, procurato questa volta in allenamento, lo lascia ancora fuori. Il giocatore, deluso dal fatto che un'altra stagione poteva essere sprecata, accusò pubblicamente lo staff medico del Valencia per i suoi continui infortuni dichiarando:
Il Valencia rispose che voleva aprire un processo disciplinare contro Vicente dopo le sue critiche nei confronti dello staff medico del club, multandolo di 1.200 euro per le accuse rivolte.
Al termine della stagione 2010-2011, il club lo rilascia dopo undici anni trascorsi con la maglia del Valencia.

#### Brighton & Hove
Poco dopo la fine del calciomercato, nel settembre 2011 viene ingaggiato dal Brighton & Hove.

### Nazionale
Esordisce nella nazionale di calcio spagnola nell'amichevole contro la Francia nel marzo del 2001. Partecipò anche al Campionato mondiale di calcio 2002 e al successivo Europeo in Portogallo.

## Statistiche

### Presenze e reti nei club
| Stagione        | Squadra         | Campionato      | Campionato | Campionato | Coppa naz. | Coppa naz. | Coppa naz. | Coppe europee | Coppe europee | Coppe europee | Altre coppe | Altre coppe | Altre coppe | Totale | Totale |
| Stagione        | Squadra         | Comp            | Pres       | Reti       | Comp       | Pres       | Reti       | Comp          | Pres          | Reti          | Comp        | Pres        | Reti        | Pres   | Reti   |
| --------------- | --------------- | --------------- | ---------- | ---------- | ---------- | ---------- | ---------- | ------------- | ------------- | ------------- | ----------- | ----------- | ----------- | ------ | ------ |
| 1997-1998       | Levante         | 2D              | 3          | 1          | CR         | 0          | 0          | -             | -             | -             | -           | -           | -           | 3      | 1      |
| 1998-1999       | Levante         | 2D              | 16         | 1          | CR         | 2          | 0          | -             | -             | -             | -           | -           | -           | 18     | 1      |
| 1999-2000       | Levante         | 2D              | 35         | 7          | CR         | 1          | 0          | -             | -             | -             | -           | -           | -           | 36     | 7      |
| Totale Levante  | Totale Levante  | Totale Levante  | 54         | 9          |            | 3          | 0          |               | 0             | 0             |             | 0           | 0           | 57     | 9      |
| 2000-2001       | Valencia        | 1D              | 17         | 3          | CR         | 0          | 0          | UCL           | 14            | 0             | -           | -           | -           | 31     | 3      |
| 2001-2002       | Valencia        | 1D              | 31         | 2          | CR         | 0          | 0          | CU            | 8             | 1             | -           | -           | -           | 39     | 3      |
| 2002-2003       | Valencia        | 1D              | 27         | 1          | CU         | 0          | 0          | UCL           | 11            | 0             | SS          | 2           | 0           | 40     | 1      |
| 2003-2004       | Valencia        | 1D              | 33         | 12         | CR         | 0          | 0          | CU            | 7             | 2             | -           | -           | -           | 40     | 14     |
| 2004-2005       | Valencia        | 1D              | 12         | 3          | CR         | 0          | 0          | UCL           | 3             | 2             | SS+SU       | 2+1         | 1           | 18     | 6      |
| 2005-2006       | Valencia        | 1D              | 21         | 3          | CR         | 0          | 0          | CI            | 2             | 0             | -           | -           | -           | 23     | 3      |
| 2006-2007       | Valencia        | 1D              | 16         | 4          | CR         | 0          | 0          | UCL           | 5             | 0             | -           | -           | -           | 21     | 4      |
| 2007-2008       | Valencia        | 1D              | 17         | 0          | CR         | 6          | 1          | UCL           | 4             | 0             | -           | -           | -           | 27     | 1      |
| 2008-2009       | Valencia        | 1D              | 27         | 6          | CR         | 6          | 3          | CU            | 5             | 0             | SS          | 2           | 1           | 40     | 10     |
| 2009-2010       | Valencia        | 1D              | 11         | 0          | CR         | 2          | 0          | UEL           | 2             | 0             | -           | -           | -           | 15     | 0      |
| 2010-2011       | Valencia        | 1D              | 14         | 1          | CR         | 3          | 2          | UCL           | 2             | 0             | -           | -           | -           | 19     | 3      |
| Totale Valencia | Totale Valencia | Totale Valencia | 226        | 35         |            | 17         | 6          |               | 39+22+2       | 3+3           |             | 5+1         | 2           | 312    | 49     |
| 2011-2012       | Brighton & H.A. | PL              | 17         | 3          | FACup+CdL  | 1+1        | 0          | -             | -             | -             | -           | -           | -           | 19     | 3      |
| 2012-2013       | Brighton & H.A. | PL              | 12         | 2          | FA Cup+CdL | 0+1        | 0          | -             | -             | -             | -           | -           | -           | 13     | 2      |
| Totale carriera | Totale carriera | Totale carriera | 255        | 40         |            | 20         | 6          |               | 63            | 6             |             | 6           | 2           | 344    | 54     |

### Cronologia presenze e reti in nazionale
| Cronologia completa delle presenze e delle reti in nazionale ― Spagna | Cronologia completa delle presenze e delle reti in nazionale ― Spagna | Cronologia completa delle presenze e delle reti in nazionale ― Spagna | Cronologia completa delle presenze e delle reti in nazionale ― Spagna | Cronologia completa delle presenze e delle reti in nazionale ― Spagna | Cronologia completa delle presenze e delle reti in nazionale ― Spagna | Cronologia completa delle presenze e delle reti in nazionale ― Spagna | Cronologia completa delle presenze e delle reti in nazionale ― Spagna |
| Data                                                                  | Città                                                                 | In casa                                                               | Risultato                                                             | Ospiti                                                                | Competizione                                                          | Reti                                                                  | Note                                                                  |
| --------------------------------------------------------------------- | --------------------------------------------------------------------- | --------------------------------------------------------------------- | --------------------------------------------------------------------- | --------------------------------------------------------------------- | --------------------------------------------------------------------- | --------------------------------------------------------------------- | --------------------------------------------------------------------- |
| 28-3-2001                                                             | Valencia                                                              | Spagna                                                                | 2 – 1                                                                 | Francia                                                               | Amichevole                                                            | -                                                                     | 88’                                                                   |
| 25-4-2001                                                             | Cordova                                                               | Spagna                                                                | 1 – 0                                                                 | Giappone                                                              | Amichevole                                                            | -                                                                     | 46’                                                                   |
| 1-9-2001                                                              | Valencia                                                              | Spagna                                                                | 4 – 0                                                                 | Austria                                                               | Qual. Mondiali 2002                                                   | -                                                                     | 82’                                                                   |
| 13-2-2002                                                             | Barcellona                                                            | Spagna                                                                | 1 – 1                                                                 | Portogallo                                                            | Amichevole                                                            | -                                                                     | 46’                                                                   |
| 27-3-2002                                                             | Rotterdam                                                             | Paesi Bassi                                                           | 1 – 0                                                                 | Spagna                                                                | Amichevole                                                            | -                                                                     | 68’                                                                   |
| 21-8-2002                                                             | Budapest                                                              | Ungheria                                                              | 1 – 1                                                                 | Spagna                                                                | Amichevole                                                            | -                                                                     |                                                                       |
| 7-9-2002                                                              | Atene                                                                 | Grecia                                                                | 0 – 2                                                                 | Spagna                                                                | Qual. Euro 2004                                                       | -                                                                     |                                                                       |
| 12-10-2002                                                            | Albacete                                                              | Spagna                                                                | 3 – 0                                                                 | Irlanda del Nord                                                      | Qual. Euro 2004                                                       | -                                                                     |                                                                       |
| 16-10-2002                                                            | Logroño                                                               | Spagna                                                                | 0 – 0                                                                 | Paraguay                                                              | Amichevole                                                            | -                                                                     | 46’                                                                   |
| 20-11-2002                                                            | Granada                                                               | Spagna                                                                | 1 – 0                                                                 | Bulgaria                                                              | Amichevole                                                            | -                                                                     | 78’                                                                   |
| 12-2-2003                                                             | Las Palmas                                                            | Spagna                                                                | 3 – 1                                                                 | Germania                                                              | Amichevole                                                            | -                                                                     |                                                                       |
| 29-3-2003                                                             | Kiev                                                                  | Ucraina                                                               | 2 – 2                                                                 | Spagna                                                                | Qual. Euro 2004                                                       | -                                                                     | 78’                                                                   |
| 2-4-2003                                                              | León                                                                  | Spagna                                                                | 3 – 0                                                                 | Armenia                                                               | Qual. Euro 2004                                                       | -                                                                     | 53’                                                                   |
| 7-6-2003                                                              | Saragozza                                                             | Spagna                                                                | 0 – 1                                                                 | Grecia                                                                | Qual. Euro 2004                                                       | -                                                                     | 59’                                                                   |
| 11-6-2003                                                             | Belfast                                                               | Irlanda del Nord                                                      | 0 – 0                                                                 | Spagna                                                                | Qual. Euro 2004                                                       | -                                                                     | 79’                                                                   |
| 6-9-2003                                                              | Guimarães                                                             | Portogallo                                                            | 0 – 3                                                                 | Spagna                                                                | Amichevole                                                            | -                                                                     | 46’                                                                   |
| 10-9-2003                                                             | Elche                                                                 | Spagna                                                                | 2 – 1                                                                 | Ucraina                                                               | Qual. Euro 2004                                                       | -                                                                     | 63’                                                                   |
| 11-10-2003                                                            | Erevan                                                                | Armenia                                                               | 0 – 4                                                                 | Spagna                                                                | Qual. Euro 2004                                                       | -                                                                     | 62’                                                                   |
| 15-11-2003                                                            | Valencia                                                              | Spagna                                                                | 2 – 1                                                                 | Norvegia                                                              | Qual. Euro 2004                                                       | -                                                                     | 71’                                                                   |
| 19-11-2003                                                            | Oslo                                                                  | Norvegia                                                              | 0 – 3                                                                 | Spagna                                                                | Qual. Euro 2004                                                       | 1                                                                     |                                                                       |
| 18-2-2004                                                             | Barcellona                                                            | Spagna                                                                | 2 – 1                                                                 | Perù                                                                  | Amichevole                                                            | -                                                                     | 46’                                                                   |
| 31-3-2004                                                             | Gijón                                                                 | Spagna                                                                | 2 – 0                                                                 | Danimarca                                                             | Amichevole                                                            | -                                                                     | 46’                                                                   |
| 28-4-2004                                                             | Genova                                                                | Italia                                                                | 1 – 1                                                                 | Spagna                                                                | Amichevole                                                            | -                                                                     | 46’                                                                   |
| 12-6-2004                                                             | Faro                                                                  | Spagna                                                                | 1 – 0                                                                 | Russia                                                                | Euro 2004 - 1º turno                                                  | -                                                                     |                                                                       |
| 16-6-2004                                                             | Porto                                                                 | Grecia                                                                | 1 – 1                                                                 | Spagna                                                                | Euro 2004 - 1º turno                                                  | -                                                                     |                                                                       |
| 20-6-2004                                                             | Lisbona                                                               | Spagna                                                                | 0 – 1                                                                 | Portogallo                                                            | Euro 2004 - 1º turno                                                  | -                                                                     |                                                                       |
| 18-8-2004                                                             | Las Palmas                                                            | Spagna                                                                | 3 – 2                                                                 | Venezuela                                                             | Amichevole                                                            | -                                                                     | 46’                                                                   |
| 3-9-2004                                                              | Valencia                                                              | Spagna                                                                | 1 – 1                                                                 | Scozia                                                                | Amichevole                                                            | -                                                                     | 57’                                                                   |
| 8-9-2004                                                              | Zenica                                                                | Bosnia ed Erzegovina                                                  | 1 – 1                                                                 | Spagna                                                                | Qual. Mondiali 2006                                                   | 1                                                                     |                                                                       |
| 4-6-2005                                                              | Valencia                                                              | Spagna                                                                | 1 – 0                                                                 | Lituania                                                              | Qual. Mondiali 2006                                                   | -                                                                     |                                                                       |
| 8-6-2005                                                              | Valencia                                                              | Spagna                                                                | 1 – 1                                                                 | Bosnia ed Erzegovina                                                  | Qual. Mondiali 2006                                                   | -                                                                     |                                                                       |
| 17-8-2005                                                             | Gijón                                                                 | Spagna                                                                | 2 – 0                                                                 | Uruguay                                                               | Amichevole                                                            | 1                                                                     |                                                                       |
| 3-9-2005                                                              | Santander                                                             | Spagna                                                                | 2 – 1                                                                 | Canada                                                                | Amichevole                                                            | -                                                                     | 67’                                                                   |
| 7-9-2005                                                              | Madrid                                                                | Spagna                                                                | 1 – 1                                                                 | Serbia e Montenegro                                                   | Qual. Mondiali 2006                                                   | -                                                                     | 75’                                                                   |
| 8-10-2005                                                             | Bruxelles                                                             | Belgio                                                                | 0 – 2                                                                 | Spagna                                                                | Qual. Mondiali 2006                                                   | -                                                                     | 52’                                                                   |
| 12-10-2005                                                            | Serravalle                                                            | San Marino                                                            | 0 – 6                                                                 | Spagna                                                                | Qual. Mondiali 2006                                                   | -                                                                     | 67’                                                                   |
| 12-11-2005                                                            | Madrid                                                                | Spagna                                                                | 5 – 1                                                                 | Slovacchia                                                            | Qual. Mondiali 2006                                                   | -                                                                     | 55’                                                                   |
| 16-11-2005                                                            | Bratislava                                                            | Slovacchia                                                            | 1 – 1                                                                 | Spagna                                                                | Qual. Mondiali 2006                                                   | -                                                                     |                                                                       |
| Totale                                                                |                                                                       | Presenze                                                              | 38                                                                    |                                                                       | Reti                                                                  | 3                                                                     |                                                                       |

## Palmarès

### Club

#### Competizioni nazionali
- Campionato spagnolo: 2

Valencia: 2001-2002, 2003-2004
- Coppa di Spagna: 1

Valencia: 2007-2008

#### Competizioni internazionali
- Coppa UEFA: 1

Valencia: 2003-2004
- Supercoppa UEFA: 1

Valencia: 2004

### Individuale
- Miglior calciatore spagnolo dell'anno: 1

2003-2004